# نگارگری عثمانی

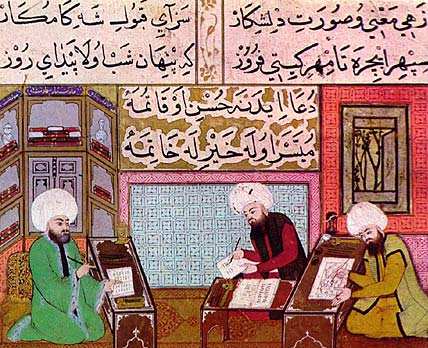
تصویر نقاشان نگارگری عثمانی

نگارگری عثمانی (به ترکی استانبولی: Osmanlı minyatürü) گونه‌ای از هنر در امپراتوری عثمانی بوده که به نگارگری ایرانی شباهت و نزدیکی دارد؛ به طوری که می‌توان گفت از نگارگری ایرانی استقبال هنری شده‌است و همچنین تأثیراتی از هنر چینی دارد. این هنر همراه با تذهیب، خوشنویسی، کاغذ ابری و صحافی کتاب است. از تصاویر برای توصیف بهتر جملات و مضامین استفاده می‌شد. نقاشان در کارگاهی برای نقاشی جمع می‌شدند.

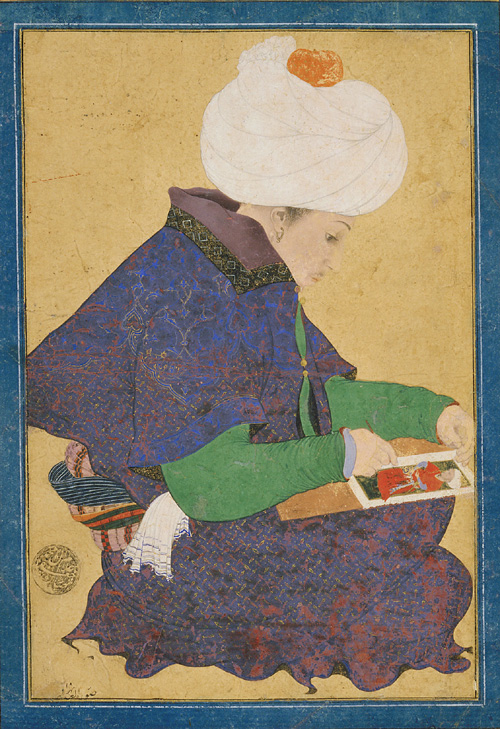
تصویر یک نقاش در دوره فرمانروایی محمد دوم

رنگ‌ها توسط رنگدانه‌های طبیعی مخلوط می‌شد و با افزودن پودر سفیده تخم مرغ و بعد از آن با مخلوط شدن با صمغ عربی رقیق می‌گشت. به این ترتیب رنگ‌هایی با خلوص بسیار بالا و درخشان بدست می‌آمد.
در این نوع سبک پر استفاده‌ترین رنگ‌ها، رنگ‌های قرمز روشن، قرمز مایل به زرد، آبی و سبز بوده‌است.

## جهان‌بینی نگارگران
ریشه‌یابی یا عمیق‌نگری در نگارگری عثمانی بسیار متفاوت است و می‌توان گفت هدف نگارگران همین عمیق‌نگری بود نه به تصویر کشیدن انسان یا چیزهای دیگر، زیرا آنان دنیا را با جهان‌بینی متفاوتی می‌نگریستند. آنها بر اساس جهانبینی عرفانی به دنیا می‌نگریستند و دنیا را خالی از ارزش و نابود شدنی اما مفید برای بیان دیدگاه‌های خود می‌دانستند.